# Associação Desportiva Socorrense
A Associação Desportiva Socorrense é um clube de futebol brasileiro da cidade de Nossa Senhora do Socorro, cidade da região metropolitana de Aracaju, no estado de Sergipe. Foi fundado em 31 de agosto de 2005.
É um clube de uma região ascendente economicamente sendo, portanto, um potencial conquistador de adeptos dos times da capital Aracaju. Desse modo, o clube continua a prometer muita expectativa por parte do time já que desde o ano de 2011 disputa a primeira divisão do Estado e em 2015 disputa pela quinta vez consecutiva o Campeonato Sergipano de Futebol na divisão principal, onde enfrenta os principais times do estado de Sergipe.

## Anos do Socorrense

### 2011
Apesar de ser o time de mais recente tradição na competição pois é a primeira vez que participa do Sergipão, já chega na segunda etapa da Taça Cidade de Aracaju (Segunda fase do 1³ turno). Na semi-final pegou o São Domingos. Na primeira partida, jogando em casa no Estádio Wellington Elias, ganhou com o placar de 1 x 0. O que parecia inacreditável para o time novato na competição estava próximo de se realizar: ganhar sua primeira taça na divisão principal. No entanto, seus planos foram frustrados na partida de volta, na casa do adversário em São Domingos quando perdeu pelo placar de 2 x 1. Então o desempate ocorreu por critério de melhor classificação na fase anterior, dando a vaga então à equipe do São Domingos.
No entanto, se espera que o Socorrense continue a mostrar ser a surpresa e sensação do campeonato e consiga, mais uma vez, surpreender os times de maior tradição do estado de Sergipe, passando novamente à segunda fase ou ao menos mantendo-se no Sergipão. Dada a crescente importância constituída à pujança econômica e à grandeza da cidade de Nossa Senhora do Socorro, a campanha do time atual vem merecidamente compactuando à cidade um time de futebol com maior representatividade estadual.

### 2012
No ano de 2012 o time se firmou como um dos representantes da elite do futebol local. Isso porque não só correspondeu às expectativas de se manter na principal divisão como também se apresentou como a principal surpresa do campeonato. Logo no primeiro turno, chegou à final da Taça Cidade de Aracaju ao fazer uma bela campanha na 1ª fase e bater na semi-final o tido como favorito São Domingos. Assim enfrentou em dois jogos o time que seria o futuro campeão do Sergipão 2012, o Itabaiana.
Além disso, de acordo com as regras da competição, ainda garantiu uma vaga na Copa Governo do Estado de Sergipe de 2012 garantindo assim um ano completo de atividades e mobilização de seus atletas, fato este que passa a viabilizar a atuação de um futebol profissionalizante. Por fim, a Copinha, como é apelidada, pode viabilizar ao clube maior visibilidade nacional ao garantir sua participação na Copa do Brasil de 2013.

### 2013
No ano de 2013 o Socorrense não deixou de surpreender e continuou a se afirmar na elite do futebol local. Obteve a 5ª colocação no campeonato local, se reafirmando como uma nova força do futebol sergipano e ganhando cada vez mais adeptos e respeito de seus adversários.

### 2014
Por meio de planejamento antecipado e com as melhorias das condições de treinamento, a equipe do Socorrense vem buscando alçar vôos cada vez maiores. Possui como objetivo no ano de 2014 o ganho de visibilidade e projeção da sua marca para além dos gramados sergipanos visando a qualificação para competições regionais e nacionais.
Na primeira partida no Lelezão o Socorrense empatou em um a um com o Sergipe melhor time da primeira fase, mas no segundo jogo o Siri surpreendeu e derrotou o Sergipe pelo placar de 2 a 1 em pelo João Hora. Precisando apenas de uma vitória comum, o Socorrense abriu o placar com Oboró e tomou o empate com Rafael. Já nos acréscimos, Binho fez história e fez o gol que levou a equipe, pela primeira vez em sua história, à final do Estadual.

## Títulos e Campanhas Importantes

### Estaduais
| Estaduais | Estaduais                       | Estaduais | Estaduais   |
|           | Competição                      | Títulos   | Temporadas  |
| --------- | ------------------------------- | --------- | ----------- |
|           | Campeonato Sergipano - Série A2 | 2         | 2010 e 2017 |

### Campanhas de destaque
- Taça Cidade de Aracaju: Vice Campeão 2012 e Terceiro colocado em 2011
- Campeonato Sergipano: Vice Campeão em 2014

## Clássicos dos Siris
O Socorrense tem como grande rival o Socorro SC, ambos são da cidade de Nossa Senhora do Socorro. 
A rivalidade se dá pelo fato de ser os únicos clubes profissionais da cidade. O primeiro jogo ocorreu no estadual Série A2 de 2019, válido pela terceira rodada do grupo A daquela edição, o primeiro gol marcado do clássico foi Rafael Victo para o Socorrense, o primeiro gol marcado no clássico pelo Socorro veio de pênalti convertido por Luiz Cleber.
| Vitórias do Socorro | Empate | Vitórias do Socorrense |

| #  | Data       | Estádio           | Casa       | Placar | Visitante  | Competição | Público |
| -- | ---------- | ----------------- | ---------- | ------ | ---------- | ---------- | ------- |
| 01 | 31/09/2019 | Wellington Elias  | Socorrense | 1–3    | Sport      | Série A2   | 173     |
| 02 | 9/11/2020  | Fernando França   | Sport      | 2–4    | Socorrense | Série A2   |         |
| 03 | 29/11/2020 | Francão           | Socorrense | 0–0    | Sport      | Série A2   |         |
| 04 | 13/07/2022 | Adolfo Rollemberg | Sport      | 0–1    | Socorrense | Série A2   |         |
| 05 | 30/08/2022 | Wellington Elias  | Socorrense | 7–0    | Sport      | Série A2   |         |
| 06 | 24/09/2023 | Adolfo Rollemberg | Socorrense | 0–3    | Sport      | Série A2   |         |
| 07 | 29/09/2023 | Adolfo Rollemberg | Sport      | 3–0    | Socorrense | Série A2   |         |